# Она је
Она је (кореј. 좋아, енгл. She Is) је први студијски албум јужнокорејског певача Кима Џонг-Хјуна, издат 24. маја 2016. године за СМ Ентертејмент. Текстове за скоро све песме написао је сам певач, а учествовао је и компоновању већине песама. Албум је био поред Јужне Кореје, објављен и у Немачкој и у Хонг Конгу.

## Списак песама
| №  | Назив                                          | Трајање |  |
| 1. | 좋아 (She Is) - Она је                         |         |  |
| 2. | White T-Shirt - Бела кошуља/Кошуља боје камена |         |  |
| 3. | 우주가 있어 (Orbit) - Орбита                   |         |  |
| 4. | Moon - Месец                                   |         |  |
| 5. | Aurora                                         |         |  |
| 6. | Dress Up - Обуци се лепо                       |         |  |
| 7. | Cocktail - Коктел                              |         |  |
| 8. | Red - Црвено/Црвено светло                     |         |  |
| 9. | Suit Up - Среди се                             |         |  |